# Seán Ó Fearghaíl

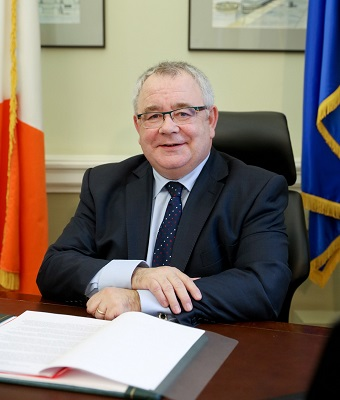
Seán Ó Fearghaíl (2016)

Seán Ó Fearghaíl (Aussprache: [ˈʃaːn̪ˠ oː ˈfʲaɾˠɣiːlʲ]; * 17. April 1960 in Newbridge) ist ein irischer Politiker (Fianna Fáil). Er war vom 10. März 2016 bis zum 18. Dezember 2024 der Vorsitzende (Ceann Comhairle) des Dáil Éireann, dem Unterhaus des irischen Parlaments.

## Leben
Seán Ó Fearghaíl wuchs auf einem Bauernhof im County Kildare auf. 1985 wurde er in das Kildare County Council gewählt und kandidierte 1987 erfolglos bei den Wahlen zum Dáil Éireann. Nachdem er die Wahlen in den Jahren 1989, 1992 und 1997 ebenfalls nicht für sich entscheiden konnte und einer weiteren erfolglosen Kandidatur für einen Sitz im Seanad Éireann rückte Ó Fearghaíl im Juli 2000 nach dem Tod des bisherigen Abgeordneten Patrick McGowan schließlich in den irischen Senat nach. Im Mai 2002 wurde Seán Ó Fearghaíl bei seinem fünften Versuch schließlich in den Dáil Éireann gewählt, als er sich gegen Alan Dukes durchsetzte.
Bei den Wahlen 2007 und 2011 wurde Ó Fearghaíl in seinem Amt bestätigt. Von April 2011 bis März 2016 war er Whip seiner Partei. Gleichzeitig war er bis Juli 2012 parteipolitischer Sprecher in Sachen Handel und Außenpolitik und anschließend Sprecher für Verfassung, Kunst und Kultur sowie Verteidigung. Nach der Bildung des 32. Dáil Éireann nach den Wahlen im Jahr 2016 wurde Ó Fearghaíl in der ersten Unterhaussitzung als Nachfolger von Seán Barrett zum Vorsitzenden des Unterhauses gewählt. Am 20. Februar 2020 wurde er für eine weitere Amtszeit bestätigt.
Am 18. Dezember 2024 stellte er sich zur Wiederwahl als Ceann Comhairle. Gewählt wurde jedoch Verona Murphy.